# 彪海海菊蛤
彪海海菊蛤（学名：Spondylus butleri），是莺蛤目海菊蛤科海菊蛤属的一种。主要分布于中国大陆、台湾，常栖息在潮下带20米，以右壳附着在岩石或珊瑚礁上。